# Ruben Buriani
Ruben Buriani (Portomaggiore, 16 marzo 1955) è un ex calciatore e dirigente sportivo italiano, di ruolo centrocampista.

## Carriera

### Giocatore

#### Club

Buriani (primo da destra) festeggia col il successo nella Coppa Italia Semiprofessionisti del 1975

Ultimo di 14 fratelli, iniziò giovanissimo a giocare a calcio. Cresciuto nella Portuense, passò poi alle giovanili della SPAL e, lanciato da Paolo Mazza, nel 1974 venne ceduto al Monza in Serie C. Passò successivamente al Milan assieme al compagno di squadra Ugo Tosetto (1977). Fu soprannominato "Negativa" (con riferimento alle pellicole fotografiche) dalla tifoseria milanista e "pannocchia settepolmoni" per la zazzera bionda che lo rendeva inconfondibile e perché in campo era un centrocampista veloce e instancabile. Con la squadra rossonera realizzò una doppietta nel derby di Milano del 6 novembre 1977, terminato 3-1 per la sua squadra. Con la maglia rossonera vinse lo scudetto della stella (quindi il decimo) nel 1979, seguendo poi le sorti dei milanisti anche dopo la retrocessione del 1980, legata allo scandalo del calcio-scommesse.
In quell'anno, il 16 febbraio, esordì in Nazionale contro la Romania per la prima delle sue due apparizioni nella Nazionale maggiore.
Dopo la seconda retrocessione del Milan, nel 1982, chiuse dopo 5 stagioni la sua avventura con i rossoneri e passò al Cesena, che fu subito retrocesso.
Dopo una stagione nella Roma, dove approdò nel 1984 fortemente voluto da Dino Viola, durante la quale collezionò 24 presenze, passò al Napoli nel 1985. Con i partenopei giocò solo cinque partite in quella che fu la sua ultima stagione nella massima serie; un grave infortunio con frattura scomposta di tibia e perone (subito durante Inter-Napoli per un fallo di Andrea Mandorlini) costrinse Buriani ad una lunga convalescenza che lo portò all'abbandono anzitempo del calcio di alto livello.
Buriani fu curato con i metodi tradizionali, ovvero un gesso dal piede fino all'anca, da tenere per diverse settimane. Al momento della rimozione del gesso, la muscolatura praticamente assente gli impedì di riprendere gli allenamenti prima dei sei mesi, termine oltre il quale la società era autorizzata al licenziamento del giocatore.
Il calciatore tornò quindi a Ferrara, per giocare in Serie C con la SPAL nelle sue ultime due stagioni da calciatore.

#### Nazionale
Il 16 febbraio 1980 esordì in Nazionale contro la Romania, giocando una decina di minuti. Dopo un altro scampolo di partita, fu convocato per gli Europei del 1980, ma non collezionò ulteriori presenze in azzurro.

### Dirigente
È stato direttore sportivo della Salernitana in Serie A, della Ternana in Serie B, del Padova in Serie C1. Inoltre dal 1995 al 1997 è stato direttore sportivo del settore giovanile del Milan.

## Statistiche

### Presenze e reti nei club
| Stagione        | Squadra         | Campionato      | Campionato | Campionato | Coppe nazionali | Coppe nazionali | Coppe nazionali | Coppe continentali | Coppe continentali | Coppe continentali | Altre coppe | Altre coppe | Altre coppe | Totale | Totale |
| Stagione        | Squadra         | Comp            | Pres       | Reti       | Comp            | Pres            | Reti            | Comp               | Pres               | Reti               | Comp        | Pres        | Reti        | Pres   | Reti   |
| --------------- | --------------- | --------------- | ---------- | ---------- | --------------- | --------------- | --------------- | ------------------ | ------------------ | ------------------ | ----------- | ----------- | ----------- | ------ | ------ |
| 1973-1974       | SPAL            | B               | 0          | 0          | CI              | ?               | ?               | -                  | -                  | -                  | -           | -           | -           | 0+     | 0+     |
| 1974-1975       | Monza           | C               | 22         | 0          | CI-C            | ?               | ?               | -                  | -                  | -                  | -           | -           | -           | 22+    | 0+     |
| 1975-1976       | Monza           | C               | 33         | 4          | CI-C            | ?               | ?               | -                  | -                  | -                  | -           | -           | -           | 33+    | 4+     |
| 1976-1977       | Monza           | B               | 32         | 3          | CI              | 4               | 0               | -                  | -                  | -                  | -           | -           | -           | 32     | 3      |
| Totale Monza    | Totale Monza    | Totale Monza    | 87         | 7          |                 | 4+              | 0+              |                    | -                  | -                  |             | -           | -           | 91+    | 7+     |
| 1977-1978       | Milan           | A               | 26         | 3          | CI              | 5               | 1               | CdC                | 2                  | 0                  | -           | -           | -           | 33     | 4      |
| 1978-1979       | Milan           | A               | 29         | 1          | CI              | 4               | 0               | CU                 | 6                  | 0                  | -           | -           | -           | 39     | 1      |
| 1979-1980       | Milan           | A               | 30         | 1          | CI              | 5               | 0               | CC                 | 2                  | 0                  | -           | -           | -           | 37     | 1      |
| 1980-1981       | Milan           | B               | 38         | 6          | CI              | 4               | 0               | -                  | -                  | -                  | -           | -           | -           | 42     | 6      |
| 1981-1982       | Milan           | A               | 23         | 2          | CI              | 3               | 0               | CM                 | 3                  | 0                  | -           | -           | -           | 29     | 2      |
| Totale Milan    | Totale Milan    | Totale Milan    | 146        | 13         |                 | 21              | 1               |                    | 13                 | 0                  |             | -           | -           | 180    | 14     |
| 1982-1983       | Cesena          | A               | 28         | 3          | CI              | 7               | 1               | -                  | -                  | -                  | -           | -           | -           | 35     | 4      |
| 1983-1984       | Cesena          | B               | 38         | 2          | CI              | 5               | 0               | -                  | -                  | -                  | -           | -           | -           | 43     | 2      |
| Totale Cesena   | Totale Cesena   | Totale Cesena   | 66         | 5          |                 | 12              | 1               |                    | -                  | -                  |             | -           | -           | 78     | 6      |
| 1984-1985       | Roma            | A               | 24         | 0          | CI              | 6               | 0               | CdC                | 3                  | 0                  | -           | -           | -           | 33     | 0      |
| 1985-1986       | Napoli          | A               | 5          | 0          | CI              | 4               | 0               | -                  | -                  | -                  | TE          | ?           | ?           | 9+     | 0+     |
| 1986-1987       | SPAL            | C1              | 5          | 0          | CI+CI-C         | ?               | ?               | -                  | -                  | -                  | -           | -           | -           | ?      | 0      |
| 1987-1988       | SPAL            | C1              | 19         | 0          | CI-C            | ?               | ?               | -                  | -                  | -                  | -           | -           | -           | ?      | 0      |
| Totale SPAL     | Totale SPAL     | Totale SPAL     | 24         | 0          |                 | ?               | ?               |                    | -                  | -                  |             | -           | -           | 24+    | 0+     |
| Totale carriera | Totale carriera | Totale carriera | 352        | 25         |                 | 41+             | 2+              |                    | 13+                | 0+                 |             | ?           | ?           | 406+   | 27+    |

### Cronologia presenze e reti in nazionale
| Cronologia completa delle presenze e delle reti in nazionale ― Italia | Cronologia completa delle presenze e delle reti in nazionale ― Italia | Cronologia completa delle presenze e delle reti in nazionale ― Italia | Cronologia completa delle presenze e delle reti in nazionale ― Italia | Cronologia completa delle presenze e delle reti in nazionale ― Italia | Cronologia completa delle presenze e delle reti in nazionale ― Italia | Cronologia completa delle presenze e delle reti in nazionale ― Italia | Cronologia completa delle presenze e delle reti in nazionale ― Italia |
| Data                                                                  | Città                                                                 | In casa                                                               | Risultato                                                             | Ospiti                                                                | Competizione                                                          | Reti                                                                  | Note                                                                  |
| --------------------------------------------------------------------- | --------------------------------------------------------------------- | --------------------------------------------------------------------- | --------------------------------------------------------------------- | --------------------------------------------------------------------- | --------------------------------------------------------------------- | --------------------------------------------------------------------- | --------------------------------------------------------------------- |
| 16-2-1980                                                             | Napoli                                                                | Italia                                                                | 2 – 1                                                                 | Romania                                                               | Amichevole                                                            | -                                                                     | 79’                                                                   |
| 19-4-1980                                                             | Torino                                                                | Italia                                                                | 2 – 2                                                                 | Polonia                                                               | Amichevole                                                            | -                                                                     | 52’                                                                   |
| Totale                                                                |                                                                       | Presenze                                                              | 2                                                                     |                                                                       | Reti                                                                  | 0                                                                     |                                                                       |

## Palmarès

### Club

#### Competizioni nazionali
- Coppa Italia Semiprofessionisti: 1

Monza: 1974-1975
- Campionato italiano Serie C: 1

Monza: 1975-1976
- Campionato italiano: 1

Milan: 1978-1979
- Campionato italiano di Serie B: 1

Milan: 1980-1981

#### Competizioni internazionali
- Coppa Anglo-Italiana: 1

Monza: 1976
- Coppa Mitropa: 1

Milan: 1981-1982

## Vita privata
Il figlio Daniele ha giocato con il Faenza in Serie C2 e con il Monza in Serie B.